# 하라도리촌
하라도리촌(原通村)은 니가타현 나카쿠비키군에 있던 촌이다.

## 역사
- 1889년 4월 1일 - 정촌제 시행에 수반해 나카쿠비키군 도요아시촌이 성립하였다.
- 1955년 3월 31일 -  촌을 분립해 3개 오아자는 아라이시에 편입, 세키야마촌, 오시카촌, 하라도리촌과 합병해 묘초촌이 되어 소멸하였다.

## 참고문헌
- 『市町村名変遷辞典』東京堂出版、1990年。